# Jordbävningen i Ferganadalen 2011
Jordbävningen i Ferganadalen 2011 var en jordbävning med magnituden 6,1 på Richterskalan som drabbade Ferganadalen och de näraliggande regionerna i Uzbekistan, Kirgizistan och Tadzjikistan. Jordbävningen skedde 01.35 lokal tid onsdagen den 20 juli 2011. 